# L'Autobiographie de Mark Twain
L’Autobiographie de Mark Twain (Mark Twain's Autobiography) est un ensemble de textes écrits ou dictés par Mark Twain, dont des chapitres furent publiés dans le North American Review en 1906-1907, puis publié partiellement en 1924 par A. B. Paine chez Harper's, et qui connut plusieurs autres éditions au cours du XXe siècle.

## Historique des textes autobiographiques

### Le projet
Un grand nombre des récits de Twain sont composés d’épisodes autobiographiques, qu’il s’agisse de romans (Les Aventures de Tom Sawyer) ou de récits de voyages (À la dure). Ces derniers récits sont ce que Twain a tout d'abord écrit de plus proche de l’autobiographie, mais ce sont des récits significativement embellis et qui n’ont pas principalement pour objectif d’être véridiques. C’est dans les années 1870 que Twain commença un projet d’autobiographie à proprement parler, sans toutefois songer à une publication : il écrivit des esquisses sur des épisodes de sa vie, sur les gens qu’il connaissait (comme sa relation avec le général Grant).
À la fin des années 1890, quand commença une édition de ses œuvres chez l{'}American Publishing Company, il rédigea une courte autobiographie que son neveu, Samuel Moffett, révisa pour la publication. Mais c’est en 1906 qu’il reprit sérieusement le projet, et qu’il commença à dicter régulièrement des passages à son secrétaire, assisté par A. B. Paine. Bien souvent installé dans son lit, Twain dictait ses souvenirs sans aucun plan ni ordre, considérant que c’était une nouvelle méthode pour écrire sa vie ; il parlait donc de ce qui l’intéressait sur le moment, sans chercher à lier les souvenirs en une narration continue. Il y inclut également des essais, comme Shakespeare est-il mort ?, qu’il publia en 1909, ou des extraits d’un manuscrit de sa fille, Susie, morte en 1896.
Selon Peter B. Messent, cette méthode de libre association, plaçant passé et présent en regard, pourrait être vue comme une cure psychanalytique qui échoue à construire un moi cohérent, et, tout au contraire, le déconstruit. Messent propose également de voir dans ce patchwork une forme anticipée d’expérimentation post-moderne, qui montre que le moi n’a pas de centre et qu’il est impossible de faire le tour de l’existence par la littérature.
Bien qu’il considérât parler depuis la tombe, ce qui lui permettait, pensait-il, d’écrire la seule autobiographie honnête, il en publia plusieurs chapitres de septembre 1906 à décembre 1907 dans le North American Review. Twain poursuivit épisodiquement ce travail de dictée jusqu’en 1909, année pendant laquelle il écrivit Le Moment décisif de ma vie, qui résume toute son existence, et La Mort de Jean, texte qu’il considéra comme le chapitre final de sa biographie. Il mourut peu après.

### Éditions posthumes
Après sa mort, des extraits parurent dans la biographie de Paine, puis ce dernier publia en deux volumes L’Autobiographie de Mark Twain en 1924. Bien que le livre se présente comme une édition complète des textes autobiographiques de Twain, il s’agit en réalité de textes sélectionnés. Aussi Bernard DeVoto publia-t-il des textes laissés de côté par Paine dans Mark Twain in Eruption en 1940.
L’Autobiographie de Mark Twain fut ensuite publiée en 1959 par Charles Neider, qui disposa, contrairement à la volonté de l’auteur, les textes dans un ordre aussi chronologique que possible. Opposé à ce classement, Michael Kiskis les publia en 1990 en conformité avec l'American Review.
Le premier volume de la première édition intégrale du texte a été publié en novembre 2010 par The Mark Twain Project.

## Éditions
- Mark Twain's Autobiography, publiée par A. B. Paine, Harper's, 1924
- Mark Twain in Eruption, textes autobiographiques publiés en 1940 par Bernard DeVotto
- Mark Twain's Autobiography, publiée par Charles Neider, selon l’ordre chronologique, HarperCollins Publishers, 1959
- Mark Twain’s Own Autobiography, textes publiés par Michael Kiskis, 1990
- Chapters from My Autobiography, fac-similés des textes publiés dans le North American Review, Oxford, 1996
- My Autobiography: “Chapters” from the North American Review, fac-similés des textes publiés dans le North American Review, Dover, 1999
- Autobiography of Mark Twain, Vol. 1, University of California Press, 2010  (ISBN 0520267192)

## Traduction en français
- Mark Twain, Autobiographie, Éditions du Rocher, 2003,  (ISBN 2-268-04397-5) (il s’agit des textes édités selon l’ordre chronologique)
- Mark Twain, L'Autobiographie de Mark Twain, Tristram, 2012  (ISBN 2-907-68196-6)